# NGC 5610
NGC 5610 је спирална галаксија у сазвежђу Волар која се налази на NGC листи објеката дубоког неба.
Деклинација објекта је + 24° 36' 52" а ректасцензија 14h 24m 23,0s. Привидна величина (магнитуда) објекта NGC 5610 износи 13,5 а фотографска магнитуда 14,3. Налази се на удаљености од 64,037 милиона парсека од Сунца. NGC 5610 је још познат и под ознакама UGC 9230, MCG 4-34-25, CGCG 133-49, IRAS 14221+2450, PGC 51450.